# Paul Schützenberger

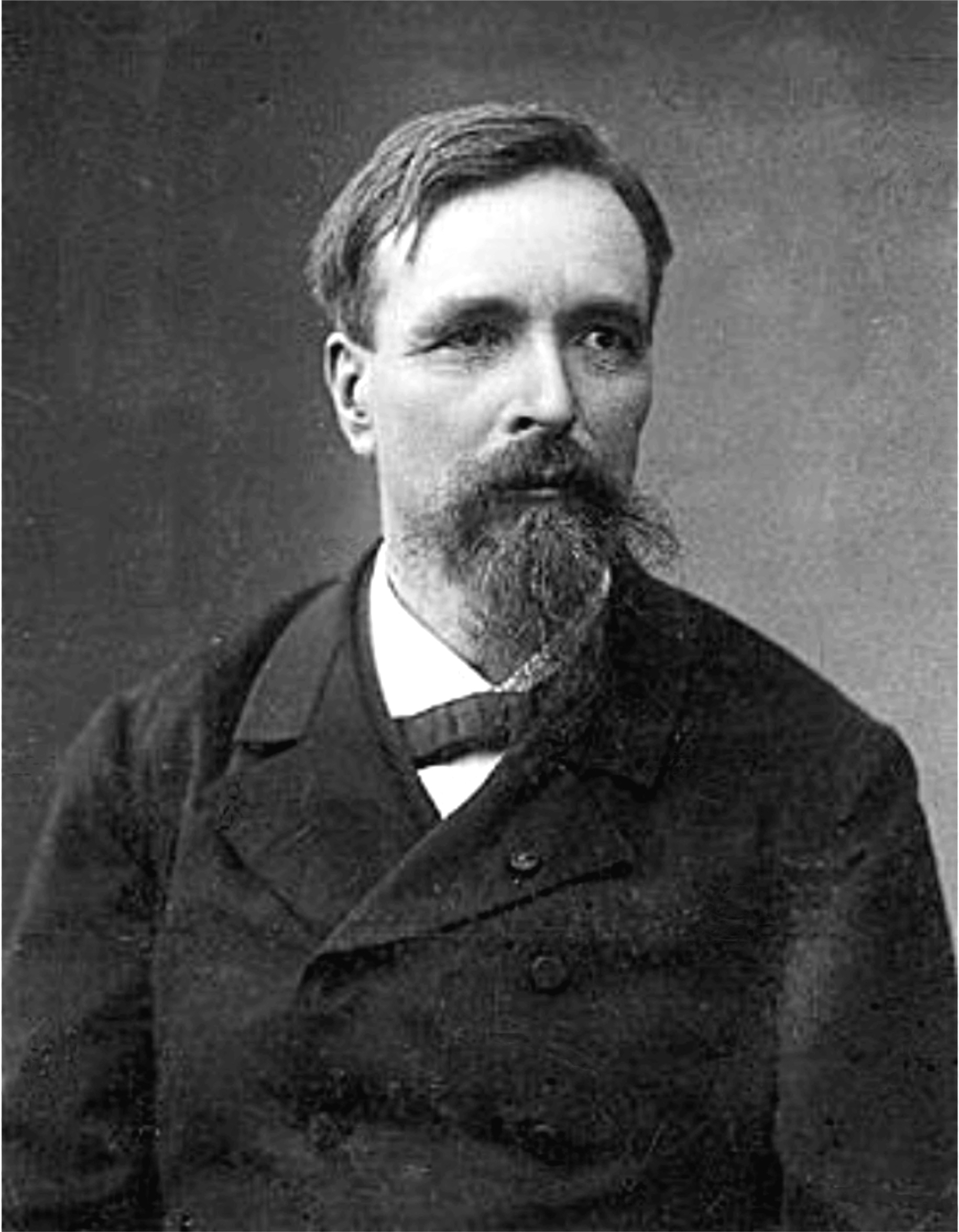
Paul Schützenberger, c. 1863

Paul Schützenberger (23 de dezembro de 1829 - 26 de junho de 1897) foi um químico francês. Ele nasceu em Estrasburgo, onde seu pai Georges Frédéric Schützenberger (1779-1859) foi professor de direito, e seu tio Charles Schützenberger (1809-1881), professor de medicina química.

## Vida
Ele estava destinado a uma carreira médica e se formou na Universidade de Estrasburgo em 1855, mas seus interesses com alguém em ciências físicas e químicas. Em 1853, ele foi para Paris como preparador de Jean-François Persoz (1805–1868), professor de química no Conservatoire des Arts et Métiers. Um ano depois, ele recebeu um curso de instrução química em Mulhouse, e ele permaneceu naquela cidade até 1865 como professor na École Supérieure des Sciences.
Ele então retornou a Paris como assistente de Antoine Jérome Balard no College de France, em 1876 ele o sucedeu na cadeira de química, e em 1882 ele se tornou professor diretor na École de Physique et de Chimie municipal. As duas últimas cadeiras ele manteve juntos até sua morte, que aconteceu em Mézy, Seine et Oise.
Durante o período que passou em Mulhouse, Schützenberger dedicou especial atenção à química industrial, especialmente em relação aos corantes, mas também trabalhou na química geral e biológica que posteriormente ocupou a maior parte do seu tempo. Ele é conhecido por uma longa série de pesquisas sobre a constituição dos alcalóides e dos corpos albuminóides, e pela preparação de várias novas séries de compostos de platina e de ácido hipossulfuroso, H2S2O4.
No final de sua vida, ele adotou a visão de que os elementos foram formados por algum processo de condensação de uma substância primordial de peso atômico extremamente pequeno, e ele expressou a convicção de que os pesos atômicos dentro de limites estreitos são variáveis e modificados de acordo com o físico condições em que um composto é formado.

## Trabalhos
Suas publicações incluem:
- Chimie appliquée à la physiologie et à la pathologie animale (1863);
- Traité des matières colorantes (1867);
- Les Fermentations (1875), que foi traduzido para o alemão, italiano e inglês;
- Traité de chimie générale in seven volumes (1880–1894).